# Lancashire and Cheshire Antiquarian Society
La Lancashire and Cheshire Antiquarian Society est une société historique et une organisation caritative enregistrée (no 1105708). Elle a été fondée à Manchester le 21 mars 1883 pour l'éducation du public en favorisant et en promouvant l'étude de tous les aspects de l'archéologie (tant traditionnelle et industrielle), de l'histoire, de l'histoire sociale, de la généalogie, de l'architecture et des arts, du commerce et des métiers, l'histoire des institutions et du gouvernement local, les coutumes et les traditions de la région couverte par les comtés palatins du Lancashire et du Cheshire et les autorités locales successives allant de l'Antiquité au XXIe siècle,,,. Bien que la Société soit basée à Manchester, ses études et activités s'étendent à toute la région. La société est devenue un organisme de bienfaisance enregistré en 2004.

## Activités
La société organise un programme varié de conférences et d'événements comprenant des visites d'expositions, de bibliothèques, de musées, de galeries et de lieux d'intérêt historique, architectural et archéologique.

## Transactions
Transactions of the Lancashire and Cheshire Antiquarian Society est le périodique révisé par les pairs de la société  (ISSN 0950-4699) qui est publié chaque année et comprend des articles couvrant une grande variété de sujets liés aux deux comtés. La revue a été créée en 1883 par le rédacteur en chef fondateur Rev. JH Stanning, et a été publiée presque continuellement (à quelques exceptions près). Le 111e volume a été publié en 2019, et le (15e) rédacteur en chef actuel est le Dr Stephen F. Collins. La société produit également à l'occasion d'autres publications.

## Adhésion
L'adhésion est ouverte à toutes les personnes et sociétés qui s'intéressent aux divers aspects historiques des deux départements palatins.

## Officiers

### Présidents
- 1883–85	Professor Sir William Boyd Dawkins
- 1885–86	Wilbraham Egerton, 1st Lord Egerton of Tatton
- 1886–89	James Ludovic Lindsay
- 1889–92	Sir William Cunliffe Brooks
- 1892–97	Spencer Cavendish (8e duc de Devonshire)
- 1897–98	Lt-Col. Henry Fishwick
- 1898–99	James Holme Nicholson
- 1899–1900	Charles William Sutton
- 1900–02	Professor Sir William Boyd Dawkins
- 1902–03	Rev. Ernest Frederick Letts
- 1903–04	William Axon (en)
- 1904–05	Henry Taylor
- 1905–06	George Pearson
- 1906–07	Cecil Foljambe
- 1907–09	Henry Thomas Crofton
- 1909–10	Lt-Col. Gilbert Joseph French
- 1910–12	Fletcher Moss
- 1912–13	Albert Nicholson
- 1913–14	Rev. Henry Arnold Hudson
- 1914–15	William Harrison
- 1915–16	Nathan Heywood
- 1916–17	Charles Tallent Tallent-Bateman
- 1917–18	Rev. Thomas Cann Hughes
- 1918–19	Robert Peel
- 1919–20	Joseph James Phelps
- 1920–21	Ernest Charles Armytage Axon
- 1921–22	William Self Weeks
- 1922–23	John Swarbrick
- 1923–24	Col. Alan Francis Maclure
- 1924–25	Maj. David Halstead
- 1925–26	Llewellyn Andrew
- 1926–28	Walter Butterworth
- 1928–33	Col. John William Robinson Parker
- 1933–36	John Wilfrid Jackson
- 1936		Robert Wardman
- 1937–41	Alderman Thomas Middleton
- 1941–44	Rev. Canon Thomas Cruddas Porteus
- 1944–46	Arthur John Hawkes
- 1946–49	Dr George Henry Tupling
- 1949–52	William Scholes
- 1952–54	Edmund Ogden
- 1954–58	Professor Roderick Urwick Sayce
- 1958–64	Dr James Alexander Petch
- 1964–67	Robert Norman Dore
- 1967–88	Victor Innes Tomlinson
- 1988–91	Robert Norman Dore
- 1991–94	Dr Leslie Doyle
- 1994–97	Gordon Bradley Hindle
- 1997–2000	Evelyn V. Vigeon
- 2000–03	Walter Bee
- 2003–09	Eric Foster
- 2009–12	Dr Edward F. Cass
- 2012–16	Morris Garratt
- 2016–17	Dr Michael R. Powell
- 2017–present	Diana Winterbotham

### Vice-présidents
- 2001–present	Diana Winterbotham
- 2001–present	Evelyn V. Vigeon
- 2017–present	Morris Garratt
- 2019–present	Terry J. Wyke

### Éditeurs detransactions
- 1883–85	Rev. Joseph Heaton Stanning
- 1885–1920	Charles William Sutton
- 1907–11	George Pearson
- 1920–21	John G. Birkby
- 1921–34	Rev. Henry Arnold Hudson
- 1934–38	Dr George Henry Tupling
- 1938–49	Arthur John Hawkes
- 1949–54	Dr George Henry Tupling
- 1954–86	Prof. William Henry Chaloner
- 1975–88	Gordon Bradley Hindle
- 1986–87	Dr Dorothy J. Clayton
- 1989–92	Dr Michael R. Powell
- 1989–95	Dr J. F. Wilson
- 1995–2012	Morris Garratt
- 2012–present	Dr Stephen F. Collins

### Secrétaires
- 1883–1908	George Charles Yates
- 1909–19	Joseph James Phelps
- 1919–20	Arthur Albiston Brickhill
- 1920–27	Geoffrey Rogerson Axon
- 1927–36	Robert Wardman
- 1937–44	Dr John Thomas D’Ewart
- 1944–45	Henry Wardale
- 1945–50	Edna M. Richardson
- 1950–58	Herbert Clegg
- 1958–59	Alan J. Saunders
- 1959–64	Robert Norman Dore
- 1964–72	Prof. Owen Ashmore
- 1972–75	Arthur Gordon Rose
- 1975–79	A. Kennerley
- 1979–2013	Morris Garratt
- 2013–present	Alice Lock

### Trésoriers
- 1883–85	Frederick A. Whaite
- 1885–89	Prof. Walter Arthur Copinger
- 1889–99	Thomas Letherbrow
- 1899–1920	William Harrison
- 1920–29	Robert Wardman
- 1929–31	Ernest Acaster
- 1931–35	George Grimshaw
- 1935–44	James William Hampson
- 1944–50	Cllr Charles Phillips Hampson
- 1951–57	Alfred John Lee
- 1957–61	Charles E. P. Rosser
- 1962–88	William John Smith
- 1988–92	Edward Alan Rose
- 1992–99	Terry J. Wyke
- 1999–2002	Edward Alan Rose
- 2002–05	John Stephen Matthews
- 2005–08	Graham Salmon
- 2008–12	Edward Alan Rose
- 2012–14	Dr Dorothy J. Clayton
- 2015–present	Morris Garratt